# Azucarera de San Isidro
La Azucarera de San Isidro es un antiguo complejo industrial situado en el municipio español de Granada, en la provincia homónima, comunidad autónoma de Andalucía. Las instalaciones estuvieron dedicadas a la producción de azúcar y, más tarde, a la elaboración de bebidas alcohólicas. La planta San Isidro fue construida a comienzos del siglo XX, estando en servicio hasta la década de 1980. 
En la actualidad se encuentra en rehabilitación.
Desde 2015 las instalaciones industriales de la Azucarera San Isidro están catalogadas como Bien de Interés Cultural (BIC) y forman parte del Catálogo General del Patrimonio Histórico Andaluz.

## Historia
Hacia finales del siglo XIX se desarrolló la industria azucarera en la región andaluza, con la construcción de las primeras plantas industriales para el tratamiento de la caña de azúcar y, más tarde, de la remolacha azucarera. Ya en 1882 se construyó en Granada el Ingenio de San Juan por iniciativa del empresario Juan López-Rubio, estando situado en la zona de Bobadilla. Esta instalación constituía la primera fábrica de azúcar de remolacha de España.
En 1901 se construyó en las cercanías una fábrica azucarera, denominada San Isidro, que entraría en servicio ese mismo año. Esta planta mantendría su independencia cuando unos años después se constituyó la poderosa Sociedad General Azucarera de España. En 1908 se añadió a la fábrica una planta dedicada a la destilación de alcohol. Todas estas instalaciones se encontraban situadas junto al trazado ferroviario de la línea Bobadilla-Granada, por lo que se construyó una vía de enlace con el complejo. En 1929 la sociedad que operaba la azucarera adquirió el antiguo Ingenio de San Juan y lo incorporó a su complejo, funcionando desde entonces las dos plantas como una sola fábrica. Con los años se electrificaron las instalaciones, que ampliaron sus equipamientos con la construcción de almacenes y naves. La azucarera cesó su actividad el 4 de enero de 1983, si bien la destilería continuaría funcionando durante un año más.
En 2021 el complejo fue adquirido por la Universidad de Granada. En la actualidad se está procediendo a su rehabilitación para otros usos.